# Petr Schöffer
Peter Schöffer nebo Petrus Schoeffer (1425 Gernsheim, Hesensko – 1503 Mohuč) byl raný německý tiskař, který studoval v Paříži a než se spojil ‎‎s Johannesem Gutenbergem‎‎ a připojil ‎‎se k Johannu Fustovi‎‎, zlatníkovi, právníkovi a půjčovateli peněz, pracoval jako opisovač manuskriptů a kaligraf.
‎Petr Schöffer je dnes považován za jednoho z nejlepších tiskařů, vydavatelů a knihkupců své doby. Jeho dílně je připisováno více než 250 tisků a knih. Od roku 1470 spolupracoval s iluminátory, které dnes označujeme skupinovým názvem Dílna mohučské obří bible. Je rovněž uznáván jako autor řady inovací, jako je datování knih, zavedení tiskařské značky, používání řeckého písma v tisku, rozvinutí tvorby písmových raznic a základů písmolijectví, jakož i používání různobarevného tisku.
‎Mezi jeho nejznámější díla patří ‎‎Mohučský žaltář (Mainz Psalter) z roku 1457, 4. vydání bible z roku 1462 , Mohučský herbář (‎‎Herbarius Moguntinus) ‎‎z roku 1484, první v Německu vytištěný ilustrovaný herbář. a Cicerovo De officiis (O povinnostech) ‎‎z roku 1465.

## Životopis
Schöffer se narodil v hesenském Gernsheimu. Po absolvování střední školy navštěvoval v letech 1444 až 1448 Erfurtskou univerzitu. Poté studoval na pařížské Sorbonně buď právo, nebo teologii. Přitom si přivydělával jako opisovač. Kolem roku 1452 se objevuje v Mohuči, kde začal pracovat jako tovaryš vynálezce technologie mechanického knihtisku Johannese Gutenberga, jehož 42řádkovou, takzvanou Gutenbergovu bibli dokončili v roce 1455. V témže roce Schöffer svědčil ve prospěch Johanna Fusta, který Gutenberga, jemuž půjčil peníze, zažaloval, že prostředky určené na tisk bible použil k jiným účelům a že nesplácel úroky. Gutenberg spor prohrál a k umoření dluhu mu byla tiskárna i s částí knih zabavena. Nový majitel Johann Fust ustanovil v roce 1457 vedoucím provozu právě Petra Schöffera a společně založili firmu Fust a Schöffer.
Schöffer se oženil s Fustovou jedinou dcerou Christinou a měl s ní čtyři syny a dceru. Synové Johann a Petr mladší se rovněž věnovali tiskařině. Johann pracoval jako tiskař v letech 1503–1531. Byl to dobrý tiskař, nikterak však nevynikal. Zato Petr mladší byl dovedný rytec a tiskař. Pracoval v Mohuči (1509–23), ve Wormsu (1512–29), ve Štrasburku (1530–39) a v Benátkách (1541–42). V roce 1526 vydal ve Wormsu první tištěný Nový zákon v angličtině. Od roku 1489 až do své smrti v roce 1503 byl Peter Schöffer‎‎ v Mohuči ‎‎sekulárním soudcem.

## Zajímavost

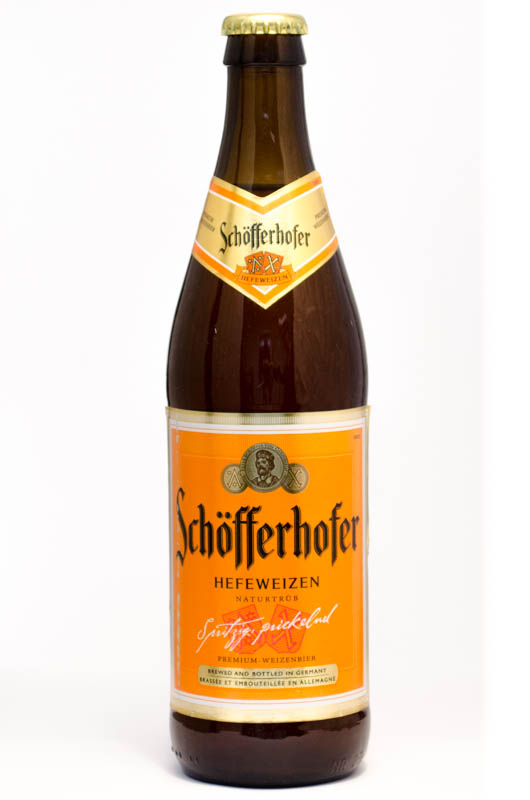
Pšeničné pivo Schöfferhofer

Po bývalém domě Petra Schöffera zvaném Mainzer Schöfferhof (Mohučský Schöfferovský dvůr) je pojmenováno pšeničné pivo značky Schöfferhofer, jehož láhev zdobí portrét Petra Schöffera. V tomto domě sice býval pivovar, značka ‎‎Schöfferhofer‎‎ ‎‎však pocházela ze stejnojmenného pivovaru v Mohuči, známého rovněž jako ‎‎Pivovar Dreikönigshof (Tříkrálový).‎‎ ‎